# Valtari
Valtari [ˈval̥tarɪ] (Aplanadora) es el sexto álbum de estudio de la banda islandesa, Sigur Rós, que fue lanzado el 28 de mayo de 2012.
Después del hiato indefinido, anunciado en 2010, la banda islandesa de Post-rock, Sigur Rós, anunció su nuevo álbum, Valtari, en una entrevista para la revista Q magazine el 26 de marzo de 2012. El primer adelanto del disco es el sencillo Ekki Múkk, que se puede escuchar en su página oficial. 
Georg Hólm, en entrevistas, definió las futuras canciones como “ambientales”, “minimalistas”, “introvertidas” y “flotantes”. Jónsi, por su parte, afirmó que este disco suena "pesado y etéreo", luego agregó que probaron con nuevos enfoques: "Hay más elementos electrónicos que antes, pero eso no significa que sea un disco bailable”.
El bajista Georg Hólm ha declarado en su web que durante la grabación que casi "se dieron por vencidos", antes de qué "algo" sucediera. "Ahora puedo reconocer que este es el único disco de Sigur rós que he escuchado por placer en mis horas libres después de que lo termináramos"
Este álbum no tendrá canciones en inglés; la producción ha estado a cargo del vocalista de la agrupación, Jónsi, junto con su novio y colaborador Alex Kendall Sommers y ha sido grabado en los estudios de la banda. El primer sencillo del disco, Ekki Múkk, cuenta con el trabajo visual dirigido por Inga Birgisdóttir, hermana de Jonsi.

## Lista de canciones
1. "Ég Anda" (Yo respiro) – 6:15
2. "Ekki Múkk

" (Ni un sonido) – 7:45
1. "Varúð

" (Precaución) – 6:37	 
1. "Rembihnútur" (Nudo firme) – 5:05
2. "Dauðalogn" (Calma total) – 6:37
3. "Varðeldur" (Fogata) – 6:08
4. "Valtari" (Aplanadora)[3] – 8:09
5. "Fjögur Píanó" (Cuatro pianos) – 7:50